# Hippocampus slovenicus
Hippocampus slovenicus je izumrla vrsta morskega konjička, katere fosilne ostanke so leta 2005 odkrili slovenski paleontologi v Tunjiškem gričevju, skupaj z ostanki sorodne vrste Hippocampus sarmaticus. Nahajališče je po oceni staro 12,5 milijonov let (srednji miocen), s čimer so fosili daleč najstarejši znani ostanki morskih konjičkov na svetu. Odkritje sestoji večji del iz mladic in delov glav ter hrbtenic odraslih primerkov. Po telesni zgradbi so bili podobni danes živečim pritlikavim morskim konjičkom vrst Hippocampus histrix, H. jayakari in H. spinosissimus, s podobnimi koščenimi bradavicami po trupu, majhno telesno velikostjo in repom, ki ga sestavlja 25 do 26 vretenc.
Po rekonstrukciji naj bi te živali živele med morskimi travami in algami, ki so jih prav tako odkrili med izkopavanji, v plitvem obalnem morju zmernega pasu na zahodu osrednjega dela nekdanjega morja Paratetida. Obe vrsti sta morfološko že zelo podobni sodobnim morskim konjičkom, zato na podlagi odkritja sklepajo, da se je rod razvil že precej prej - v zgodnjem miocenu ali poznem oligocenu.